# Садовый (Гомельская область)
Садо́вый (бел. Садовы) — посёлок Чемерисского сельсовета Брагинского района Гомельской области Белоруссии.

## География

### Расположение
В 12 км на юго-восток от Брагина, 40 км от железнодорожной станции Хойники (на ветке Василевичи — Хойники от линии Калинковичи — Гомель), 131 км от Гомеля.

## Транспортная сеть
Транспортные связи по просёлочной, затем автомобильной дороге Комарин — Брагин.
Планировка состоит из почти прямолинейной улицы, близкой к широтной ориентации. Застройка деревянными домами усадебного типа.

## История
Основана в конце XIX века, когда здесь был хутор С 1898 года работала ветряная мельница. В начале 1920-х годов сюда активно переселялись крестьяне из соседних деревень. В 1930 году организован колхоз «Садовый», работали 2 ,ветряные мельницы и кузница. С 1959 году в составе колхоза «Рассвет» (центр — деревня Чемерисы).

## Население

### Численность
- 2004 год — 14 хозяйств, 24 жителя.

### Динамика
- 1930 год — 21 двор, 122 жителя.
- 1959 год — 183 жителя (согласно переписи).
- 2004 год — 14 хозяйств, 24 жителя.